# Kładka Złotnicka
Kładka Złotnicka (Kładka Złotnicka im. Błogosławionego Czesława) – most dla pieszych i rowerzystów we Wrocławiu o konstrukcji wantowej nad Bystrzycą łączący osiedla Leśnicę i Złotniki. Kładka jest konstrukcją stalową, dwuprzęsłową. Pomost wykonany z blachy z nawierzchnią bitumiczną.

## Historia
Przeprawa przez rzekę Bystrzycę w tym miejscu istniała przynajmniej od około roku 1900. Pierwotnie drewniana kładka łączyła dawne Złotniki, będąc jednocześnie elementem szlaku łączącego Leśnicę z Jerzmanowem i Żernikami. Umiejscowiona była u zbiegu dwóch dróg, obecnych ulic Władysława Skoczylasa i Promenady
Ze względu na małą nośność oraz zły stan techniczny w roku 1934 została rozebrana i zastąpiona trwalszą kamienną konstrukcją. Nowy żelbetowy most miał trzy przęsła wsparte na dwóch filarach. Jego długość całkowita wynosiła 67,84 m, szerokość całkowita 3,72 m, a użytkowa 3 m. Nazwany został Weistritzbrücke bei Goldschmieden (Most Bystrzycki na Złotnikach).
W lutym 1945 roku przęsła środkowe i południowe zostały wysadzone w powietrze przez niemieckich saperów, podczas oblężenia Wrocławia. Po wojnie nie w ich miejscu do połowy lat 60. XX w. znajdowała się drewniana kładka, a po rozebraniu pozostałego północnego przęsła powyżej pozostałości dawnego mostu powstała drewniana kładka dla pieszych.
Kładka była dwukrotni niszczona podczas powodzi w 1997 roku i została zastąpiona współczesną Kładką Złotnicką, w 1999 roku.

## Turystyka
Przed wejściem na kładkę od strony Parku Złotnickiego 6 kwietnia 2025 roku postawiono rzeźbę wrocławskiego krasnala, któremu nadano imię Raciworek. Imię to pochodzi od nazwy zbiornika Racibórz Dolny (dzięki któremu Wrocław uniknął zalania) oraz od worków z piaskiem, które mieszkańcy wraz z siłami porządkowymi układali podczas powodzi w 2024 roku, aby uchronić Park Złotnicki i resztę miasta przed falą powodziową.
Kładka prowadzi do Parku Złotnickiego, w którym znajdują się place zabaw, tor wrotkarski, górka saneczkowa, boisko do koszykówki, siłownia na świeżym powietrzu i trasy spacerowe.
W pobliżu kładki znajdują się ruiny grodu pochodzące z XIII–XIV wieku. Miejsce upamiętnia tablica pamiątkowa.
Niedaleko wejścia na kładkę, od strony Parku Złotnickiego, znajduje się pomnik poległych w I wojnie światowej.